# اونترونیک خاچاتریان
اونترونیک «اندی» خاچاتریان (ارمنی: Անդրանիկ «Էնդի» Խաչատրյան؛ انگلیسی: Ontronik Khachaturian زادهٔ ۲۶ ژانویهٔ ۱۹۷۵) نوازنده، درام ارمنی-آمریکایی و درامر پیشین گروه سیستم آو ا داون بود، که در سال ۱۹۹۷ از گروه جدا شد ولی هم‌اکنون در گروه کیل ماتریارچ به عنوان درامر و خواننده فعالیت می‌کند.

## زندگی‌نامه
وی در ۲۶ ژانویه ۱۹۷۵ در لس آنجلس به دنیا آمد . 